# コースフェルト郡
コーフェルト郡 (ドイツ語: Kreis Coesfeld) は、ドイツ連邦共和国ノルトライン＝ヴェストファーレン州北部のミュンスターラントに位置する郡で、ミュンスター＝ハム法に基づく1975年1月1日に郡の再編によって成立した。本郡はミュンスター行政管区に含まれ、ヴェストファーレン＝リッペ地域連合に加盟している。郡庁所在地はコースフェルトである。
Coesfeldの書き方は"oe"であるが、発音が"ö"ではなく、長音の"o"である。これは西部ドイツに多くの地名で確認できる歴史的な綴りだが、ヴェストファーレン出身でないドイツ人も発音をしばしば間違う。

## 地理
コースフェルト郡は、その全域がミュンスターラントに含まれる。郡域の最高地点は、ミュンスターラントの最高地点でもあるバウムベルゲのロンギヌス塔が建つ海抜 187 m の地点である。

### 隣接する郡および郡独立市
コースフェルト郡は、北から時計回りに以下の郡および郡独立市と境接している。シュタインフルト郡、郡独立市ミュンスター、ヴァーレンドルフ郡、郡独立市ハム、ウナ郡、レックリングハウゼン郡、ボルケン郡。

## 歴史
現在のコースフェルト郡は1975年の自治体再編に伴い成立した。自治体再編自体は、1967年から1975年まで2段階に分けて実施された。最初に市町村の領域と境界が確定され、その後1975年1月1日に郡が新たに設けられた。リューディングハウゼン郡と（旧）コースフェルト郡が1974年12月31日に廃止され、その大部分が新しいコースフェルト郡に統合された。そこにアッペルヒュルゼンとシャプデッテンとを含むノットゥルン、ホーエンホルテとベーゼンゼルとを含むハーヴィクスベックが旧ミュンスター郡から移管された。
1994年の郡規則の改正により、郡にとってさらに大きな変化がもたらされた。第二次世界大戦末から導入された「二頭制」が廃止になったのである。これ以後、郡長は郡議会と郡委員会の議長を務め、郡の儀礼上の代表を務め、郡行政を指導することとなった。郡長は郡の住民による直接選挙で選出される。これに加えて、郡議会によって任命された一般代表（郡長代理を務める）も存在する。

## 住民

### 人口推移
| 年   | 人口（人） |
| ---- | ---------- |
| 1975 | 163,018    |
| 1980 | 171,638    |
| 1985 | 177,605    |
| 1990 | 184,241    |
| 1995 | 202,218    |

| 年   | 人口（人） |
| ---- | ---------- |
| 1997 | 208,097    |
| 2002 | 218,573    |
| 2007 | 221,381    |
| 2012 | 215,087    |
| 2017 | 219,360    |
| 2022 | 224,692    |

## 行政

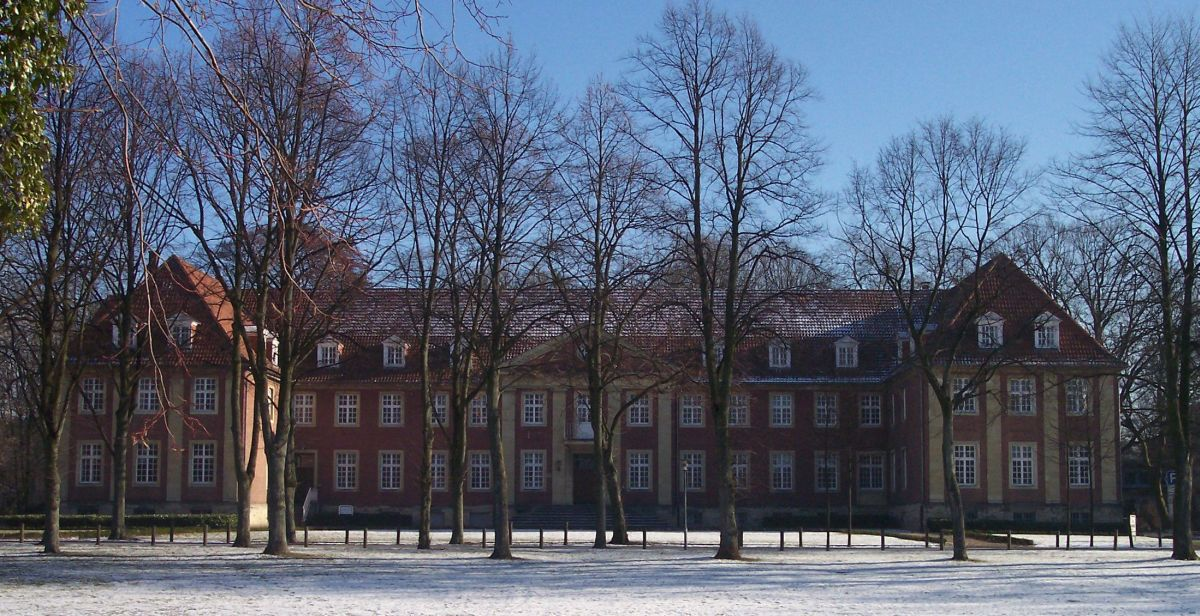
コースフェルト郡役場

### 議会
2020年9月13日の郡議会選挙結果を以下に示す。
| 政党名                | 得票率 (%) | 議席数  |
| --------------------- | ---------- | ------- |
| CDU                   | 46.95      | 28      |
| SPD                   | 16.89      | 10      |
| GRÜNE                 | 21.73      | 13      |
| FDP                   | 5.52       | 3       |
| UWG im Kreis Coesfeld | 3.90       | 2       |
| DIE LINKE             | 2.26       | 1       |
| FAMILIE               | 2.12       | 1       |
| AfD                   | 0.62       | 0       |
| 計                    | 58議席     | 58議席  |
| 投票率                | 62.29 %    | 62.29 % |

### 首長
本郡が成立した1975年以降の郡長を列記する。
- 1975年 - 1987年　ハインリヒ・クニッパー (CDU)
- 1987年 - 1999年　カール＝ハインツ・ゲラー (CDU)
- 1999年 - 2004年　ハンス・ピクサ (CDU)
- 2004年 - 2015年　コンラート・ピュニング (CDU)
- 2015年 - 　クリスティアン・シュルツェ・ペレンガール (CDU)

クリスティアン・シュルツェ・ペレンガールは、2015年9月13日の郡長選挙で 62.1 % の支持票を獲得して郡長に選出された。彼は2015年10月21日に郡長に就任した。

### 紋章
紋章は、新しい郡が成立した約5年後に制作された。紋章は1979年10月15日にミュンスターの行政管区長官の署名により認可された。
図柄: 金地と赤地に左右二分割。向かって左（金地）は、上から 1/3 の箇所に赤い横帯。その下に赤い鐘。向かって右（赤地）は金の衣を着て立つ司教。その足元に金色のガチョウ。
この紋章には、かつてのコースフェルト郡とリューディングハウゼン郡の紋章デザインが取り込まれている。

コースフェルト郡の旗

配色と赤い横帯は、この郡域が属していたミュンスター司教領の紋章から採られた。ガチョウとともに描かれている司教は旧コースフェルト郡の紋章から採られたもので、初代ミュンスター司教の聖リュードガーを表している。彼はコースフェルトの聖ランベルティ教会の開祖とされている。ガチョウは17世紀から彼のアトリビュートとされている。旧リューディングハウゼン郡の紋章から採られたのは鐘で、リュードガーの伝説に由来する。

### 旗
旗は、長辺と平行に金色と赤に塗り蹴られており、紋章が描かれている。

### 姉妹地区
- オストプリーグニッツ＝ルピーン郡（ドイツ、ブランデンブルク州）2018年12月14日

## 経済と社会心

### 経済
コースフェルト郡の企業状況は、特に中小のオーナー企業によって特徴付けられる。コンシューマー産業（食品産業、家具製造）、化学工業、機械・施設製造業が、従業員数。売上高の両面で突出した地位を占めている。
ツークンフトアトラス（未来地図）2022によれば、ドイツの400の郡および郡独立市の中で、コースフェルト郡の将来性は152位であり、「経度のチャンスがある地域」と位置づけられた。

### 交通
本郡は、ミュンスターラント交通共同体およびミュンスターラント鉄道旅客交通目的連合に加盟している。

#### 鉄道
本郡は様々な鉄道道路線で結ばれている。
- ドルトムント - エンスヘデ線。旧ドルトムント-グローナウ-エンスヘデ鉄道協会の、リューネン、リューディングハウゼン、デュルメン、コースフェルト、アーハウス（ドイツ語版、英語版）、グローナウ（ドイツ語版、英語版）を経由する。現在はヴェストミュンスターラント鉄道として SBレギオ・ヴェストファーレンによって運営されている。
- バウムベルク鉄道はミュンスターからビラーベックを経由してコースフェルトまで。
- ヴァネ＝アイケル - ハンブルク線は、レックリングハウゼン、ケルン＝ミンデン鉄道協会のハルテルン・アム・ゼー（ドイツ語版、英語版）、デュルメン、ミュンスターを経由する。現在はドイツ鉄道によって運営されている。
- リューネン - ミュンスター線は、リューネン、ノルトキルヒェン、アッシェベルクを経由する。ドイツ鉄道によって運営されている。
- デュースブルク - クヴァーケンブリュックは旧ライン鉄道協会のドルステン（ドイツ語版、英語版）とコースフェルトを経由している。

コースフェルト駅は、ドルトムント-エンスヘーデ線、ドルステン-コースフェルト線、バウムベルク線が交差する駅である。デュルメン駅では、ヴェネ＝アイケル - ハンブルク線とドルトムント - エンスヘーデ線が交差する。

#### 連邦アウトバーン
- 連邦アウトバーン1号線 プットガルデン - リューベック - ハンブルク - ブレーメン - オスナブリュック - ミュンスター - アッシェベルク - ハム - ドルトムント - ヴッパータール - ケルン - オイスキルヒェン（ドイツ語版、英語版） - ザールブリュッケン
- 連邦アウトバーン43号線 ミュンスター - デュルメン - レックリングハウゼン - ヘルネ - ボーフム - ヴッパータール
- 連邦アウトバーン31号線 ボトロップ - コースフェルト - グローナウ - メッペン（ドイツ語版、英語版） - レーア - エムデン

#### 飛行場
- ボルケンベルゲ飛行場

### メディア

#### 新聞
- ヴェストフェーリシェ・ナハリヒテン: バウムベルゲ版（ノットゥルン、ハーヴィクスベック、ベーゼンゼル向け）とリューディングハウゼン版（リューディングハウゼン、ゼンデン、アッシェンベルク向け）の2つのローカル版がある。
- アルゲマイネ・ツァイトゥング・コースフェルト: コースフェルト経済圏向け日刊紙
- ビラーベッカー・アンツァイガー: ビラーベックおよびダルプ（ノットゥルン町内の地区）向け日刊紙
- デュルメナー・ツァイトゥング: デュルメン向け日刊紙
- ルール＝ナハリヒテン: ドルトムントに本社がある。オルフェンとノルトキルヒェン向けローカル版がある。オルフェンとノルトキルヒェンで唯一の地方紙である。
- ヴェストフェーリシャー・アンツァイガー: ハムの日刊紙。ヴェルネ版にアッシェンベルク＝ヘルベルンとノルトキルンヒェンを中心とするコースフェルト郡南部向けのローカル欄がある。

さらにいくつかの週刊紙がある。たとえばシュトライフリヒター、シュタットアンツァイガー、ハロー・ミュンスターラント、クライス＝クリアーなどである。シュトライフリヒターの制作は2021年に終了した。シュタットアンツァイガーは2023年5月以降刊行されていない。

#### ラジオ
- ラジオ・キーペンケルル（コースフェルト郡のローカル局）デュルメンに本社がある。

### ナンバープレート
1956年7月1日、当時のコースフェルト郡は現在も使われているナンバープレートの識別略号 COE を用いることとなった。この郡が廃止され、新たなコースフェルト郡となった後もこのナンバーが引き続き使用されている。ナンバープレート自由化により2014年5月16日から識別略号 LH（リューディングハウゼン）も使用可能となった。

## 市町村
コースフェルト郡は11市町村で構成されており、そのうち2市が中規模郡所属市である。
| 市 - ビラーベック (Billerbeck 11,790) - コースフェルト (Coesfeld 37,259) - デュルメン (Dülmen 47,937) - リューディングハウゼン (Lüdinghausen 25,306) - オルフェン (Olfen 13,298) 町村 - アッシェベルク (Ascheberg 16,012) - ハーヴィクスベック (Havixbeck 12,215) - ノルトキルヒェン (Nordkirchen 10,534) - ノットゥルン (Nottuln 19,921) - ローゼンダール (Rosendahl 10,897) - ゼンデン (Senden 20,991) |

括弧内の数値は2023年12月31日現在の人口である。

## 関連図書
- Heinz Heineberg, Klaus Temlitz, ed (2000). Der Kreis Coesfeld. Städte und Gemeinden in Westfalen. Band 7. Münster: Ardey-Verlag